# Symplocos rhamnifolia
Symplocos rhamnifolia är en tvåhjärtbladig växtart som beskrevs av A. Dc. Symplocos rhamnifolia ingår i släktet Symplocos och familjen Symplocaceae. Inga underarter finns listade i Catalogue of Life.